# Paris International Fantastic Film Festival 2018
Le Paris International Fantastic Film Festival 2018, 8e édition du festival, s'est déroulé du 4 au 9 décembre 2018.

## Déroulement et faits marquants
Le film Freaks de Zach Lipovsky et Adam B. Stein remporte le Grand Prix,.

## Sélection

### En compétition
- Achoura de Talal Selhami  Maroc  France
- Await Further Instructions de Johnny Kevorkian  États-Unis
- Freaks de Zach Lipovsky et Adam B. Stein  États-Unis
- Girls With Balls de Olivier Afonso  France  Belgique
- Piercing de Nicolas Pesce  États-Unis
- Terrified (Aterrados) de Demián Rugna  Argentine
- The Unthinkable (Den blomstertid nu kommer) de Crazy Pictures  Suède
- Tous les dieux du ciel de Quarxx  France

### Hors compétition
- Assassination Nation de Sam Levinson  États-Unis (film d'ouverture)
- In Fabric de Peter Strickland  France
- Lord of Chaos de Jonas Åkerlund  Royaume-Uni  Suède
- Ne coupez pas ! de Shinichiro Ueda  Japon
- Punk Samurai Slash Down de Gakuryū Ishii  Japon
- Sorry to Bother You de Boots Riley  États-Unis (film de clôture)
- The Blood of Wolves (孤狼の血, Korō no Chi) de Kazuya Shiraishi  Japon
- The Man Who Feels no Pain de Vasan Bala  Inde
- We de Rene Eller  Pays-Bas  Belgique
- What Keeps You Alive de Colin Minihan  Canada

### Séances cultes
- Halloween 3 : Le Sang du sorcier (Halloween III: Season of the Witch) de Tommy Lee Wallace  États-Unis
- L’Homme qui rétrécit (The Incredible Shrinking Man) de Jack Arnold  États-Unis
- Maniac de William Lustig  États-Unis
- Next of kin de Tony Williams  Australie  Nouvelle-Zélande
- Vorace (Ravenous) de Antonia Bird  États-Unis

### Séance interdite
- Puppet Master: The Littlest Reich de Sonny Laguna et Tommy Wiklund  Royaume-Uni  États-Unis

## Palmarès
- Grand Prix : Freaks de Zach Lipovsky et Adam B. Stein.